# Mitja Mörec
Mitja Mörec est un footballeur international slovène, né le 21 février 1983 à Murska Sobota en Slovénie. Il évolue comme stoppeur reconverti entraîneur.

## Sélection nationale
Mitja Mörec compte 14 sélections entre 2007 et 2009, toutes comme titulaire.
Il a notamment disputé les qualifications pour l'Euro 2008.

## Palmarès
Vierge

## Parcours d'entraîneur
- depuis avr. 2021 :  Floridsdorfer AC